# Sekretion
Sekretion er udskillelsen af kemiske stoffer fra kirtler. Sekretion kan desuden være udfældning af mineraler i bjergarters sprækker eller hulrum.

## Hos mennesket
Der skelnes mellem indre og ydre sekretion. Den indre sekretion er udskillelsen af stoffer i blodet, for eksempel hormoner fra hypofysen og skjoldbruskkirtlen. Den ydre sekretion er udskillelsen af stoffer til legemets hulrum, for eksempel til mavesækken eller til legemets overflade.

### Sekretorisk celle
En sekretorisk celle er en celle, hvis funktion er at secernere (udskille) et sekret. I mave/tarm-kanalen findes mange eksokrine kirtler, herunder bl.a i mavesækken, de større spytkirtler og bugspytkirtlen (pancreas).
I disse kirtler findes sekretoriske celler,  hvoraf fire er af særlig interesse:[kilde mangler]
- Parietalceller
- Pancreas' acinære celler
- Pancreas' ductus celler
- Spytkirtels ductus celler